# Liste des matchs de l'équipe des Samoa américaines de football par adversaire
Cette liste présente les matchs de l'équipe des Samoa américaines de football par adversaire rencontré.
- Haut – A
- B
- C
- D
- E
- F
- G
- H
- I
- J
- K
- L
- M
- N
- O
- P
- Q
- R
- S
- T
- U
- V
- W
- X
- Y
- Z

## A

### Australie
| Date          | Lieu                    | Match                         | Score | Compétition                                |
| 11 avril 2001 | Coffs Harbour Australie | Australie - Samoa américaines | 31-0  | Qualifications pour la Coupe du monde 2002 |

Bilan
- Total de matchs disputés : 1
- Victoires de l'équipe d'Australie : 1
- Victoires de l'équipe des Samoa américaines : 0
- Matchs nuls : 0
- Buts de l'équipe d'Australie : 31
- Buts de l'équipe des Samoa américaines : 0

## F

### Fidji
| Date            | Lieu                    | Match                     | Score | Compétition                                |
| 7 avril 2001    | Coffs Harbour Australie | Fidji - Samoa américaines | 13-0  | Qualifications pour la Coupe du monde 2002 |
| 15 mai 2004     | Apia Samoa              | Fidji - Samoa américaines | 11-0  | Qualification pour la Coupe du monde 2006  |
| 27 août 2015    | Nadi Fidji              | Fidji - Samoa américaines | 6-0   | Match amical                               |
| 10 juillet 2019 | Apia Samoa              | Samoa américaines - Fidji | 0-9   | Jeux du Pacifique de 2019 (Groupe B)       |

Bilan :
- Total de matchs disputés : 4
- Victoires de l'équipe des Fidji : 4
- Victoires de l'équipe des Samoa américaines : 0
- matchs nuls : 0
- Total de buts de l'équipe des Fidji : 39
- Total de buts de l'équipe des Samoa américaines : 0

## G

### Guam[2]
| Date               | Lieu                      | Match                    | Score | Compétition                          |
| 1er septembre 2011 | Nouméa Nouvelle-Calédonie | Samoa américaines - Guam | 0-2   | Jeux du Pacifique de 2011 (Groupe A) |

Bilan :
- Total de matchs disputés : 1
- Victoires de l'équipe de Guam : 1
- Victoires de l'équipe des Samoa américaines : 0
- matchs nuls : 0
- Total de buts de l'équipe de Guam : 2
- Total de buts de l'équipe des Samoa américaines : 0

## I

### Îles Cook
Liste des confrontations
| Date             | Lieu             | Match                         | Score | Compétition                                  |
| 3 septembre 1998 | Avarua Îles Cook | Îles Cook - Samoa américaines | 4-3   | Coupe de Polynésie 1998                      |
| 12 juin 2000     | Papeete Tahiti   | Samoa américaines - Îles Cook | 0-3   | Coupe de Polynésie 2000                      |
| 24 novembre 2011 | Apia Samoa       | Samoa américaines - Îles Cook | 1-1   | Tour préliminaire de la Coupe d'Océanie 2012 |
| 4 septembre 2015 | Nukuʻalofa Tonga | Samoa américaines - Îles Cook | 2-0   | Tour préliminaire de la Coupe d'Océanie 2016 |

Bilan :
- Total de matchs disputés : 4
- Victoires de l'équipe des Îles Cook : 2
- Victoires de l'équipe des Samoa américaines : 1
- matchs nuls : 1
- Total de buts de l'équipe des Îles Cook : 8
- Total de buts de l'équipe des Samoa américaines : 6

## N

### Nouvelle-Calédonie[4]
| Date             | Lieu                      | Match                                  | Score | Compétition                            |
| 9 décembre 1987  | Nouméa Nouvelle-Calédonie | Nouvelle-Calédonie - Samoa américaines | 10-0  | Jeu du Pacifique 1987                  |
| 9 mars 2002      | Apia Samoa                | Samoa américaines - Nouvelle-Calédonie | 0-10  | Coupe d'Océanie 2002 Tour préliminaire |
| 3 septembre 2011 | Nouméa Nouvelle-Calédonie | Nouvelle-Calédonie - Samoa américaines | 8-0   | Jeux du Pacifique de 2011 (Groupe A)   |
| 8 juillet 2019   | Apia Samoa                | Samoa américaines - Nouvelle-Calédonie | 0-5   | Jeux du Pacifique de 2019 (Groupe B)   |

Bilan :
- Total de matchs disputés : 4
- Victoires de l'équipe de Nouvelle-Calédonie : 4
- Victoires de l'équipe des Samoa américaines : 0
- matchs nuls : 0
- Total de buts de l'équipe de Nouvelle-Calédonie : 33
- Total de buts de l'équipe des Samoa américaines : 0

## P

### Papouasie-Nouvelle-Guinée[5]
| Date             | Lieu                      | Match                                         | Score | Compétition                                  |
| 15 décembre 1987 | Nouméa Nouvelle-Calédonie | Papouasie-Nouvelle-Guinée - Samoa américaines | 20-0  | Jeu du Pacifique 1987                        |
| 18 mars 2002     | Apia Samoa                | Samoa américaines - Papouasie-Nouvelle-Guinée | 0-7   | Coupe d'Océanie 2002 Tour préliminaire       |
| 17 mai 2004      | Apia Samoa                | Samoa américaines - Papouasie-Nouvelle-Guinée | 0-10  | Coupe d'Océanie 2004 Premier tour (groupe 2) |

## S

### Samoa
| Date             | Lieu                 | Match                     | Score | Compétition           |
| 20 novembre 2023 | Honiara Îles Salomon | Samoa américaines - Samoa | 0-10  | Jeu du Pacifique 2023 |